# Kanton Saint-Héand
Kanton Saint-Héand (francouzsky Canton de Saint-Héand) je francouzský kanton v departementu Loire v regionu Rhône-Alpes. Tvoří ho 9 obcí.

## Obce kantonu
- L'Étrat
- Fontanès
- La Fouillouse
- Marcenod
- Saint-Christo-en-Jarez
- Saint-Héand
- Sorbiers
- La Talaudière
- La Tour-en-Jarez